# امضا (فیلم هندی ۲۰۲۴)
امضا فیلم درام هندی_زبان است که در سال ۲۰۲۴ به نمایش درآمد، کارگردانی آن را گاجندرا آهیر بر عهده داشت و توسط کی. سی. بوکادیا و انوپم کهیر استودیو تهیه شده است. این یک اقتباس هندی از فیلم مراتی انومتی، برنده جایزه ملی در سال ۲۰۱۳، است که ویکرام گوکاله به عنوان بازیگر اصلی در آن نقش آفرینی کرده بود. در این فیلم انوپم کهیر در نقش محوری، همراه با ماهیما چودری، رانویر شوری، آنو کاپور، مانوج جوشی و نینا کولکرنی در نقش مکمل بازی کرده‌اند. این فیلم بازگشتی دوباره برای ماهیما به بازیگری در فیلم است که آخرین بار در فیلم شکلات تلخ محصول سال ۲۰۱۶ نقش آفرینی کرده بود. این فیلم برای اولین بار در روز ۴ اکتبر ۲۰۲۴ در پلتفرم استریم زی۵ به نمایش درآمد و یک نمایش زود هنگام در جشنواره ناماسته ویتنام در سال ۲۰۲۳ داشت.